# グアリーノの聖母
『グアリーノの聖母』（グアリーノのせいぼ、伊: Madonna Gualino）は、イタリアの中世後期の芸術家ドゥッチョ・ディ・ブオニンセーニャに帰属されている絵画である。イタリア北部、トリノのサバウダ美術館に所蔵されている。

## 歴史
板絵の来歴はわかっていない。1910年に、絵画は、16世紀の上塗り（1920年に削除された）に覆われた状態でフィレンツェの古物市場で売りに出され、1925年にトリノの起業家でコレクターのリカルド・グアリーノによって購入された。 1933年から1959年にロンドンにあったが、その後トリノのサバウダ美術館に戻った。
作品は署名されてはいないが、チマブーエないし他の画家の手になるものとされてきた。現在では、ドゥッチョがチマブーエの影響を受けた初期の時代に制作した作品であるとして一致した見解がなされている。本作は、実際により後に制作されたドゥッチョの『ルチェッライの聖母』（1285年、ウフィツィ美術館）のような優美さはまだなく、同じくドゥッチョの後の『クレヴォーレの聖母』（1283-1284年ごろ、メトロポリタン美術館）に見られる甘美な顔立ちの聖母でもない。『グアリーノの聖母』には、むしろルーヴル美術館にあるチマブーエの『荘厳の聖母』（1280年ごろ）を想起させるものがある。

## ギャラリー

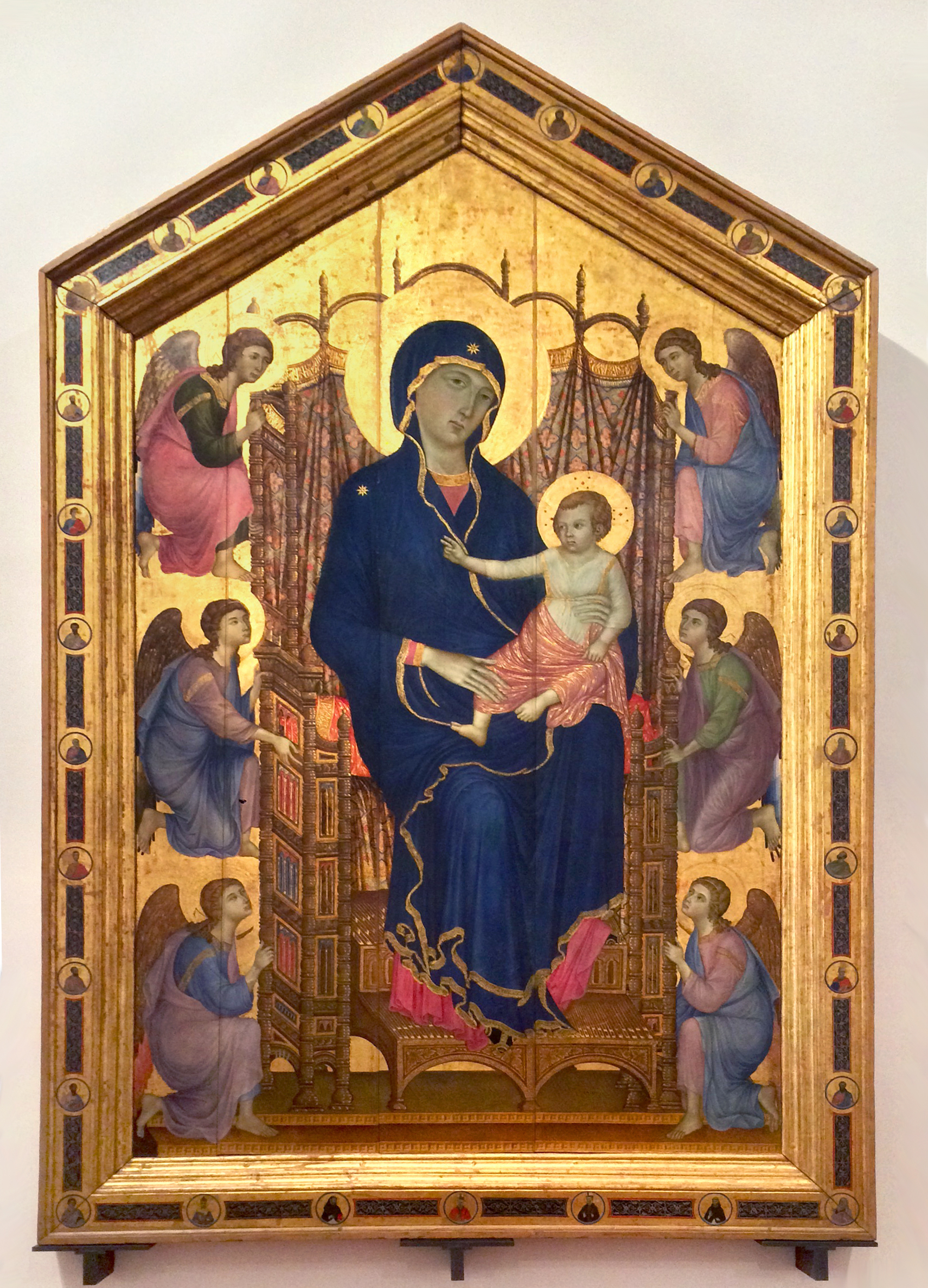
ドゥッチョ・ディ・ブオニンセーニャ『ルチェッライの聖母』(1285) ウフィツィ美術館
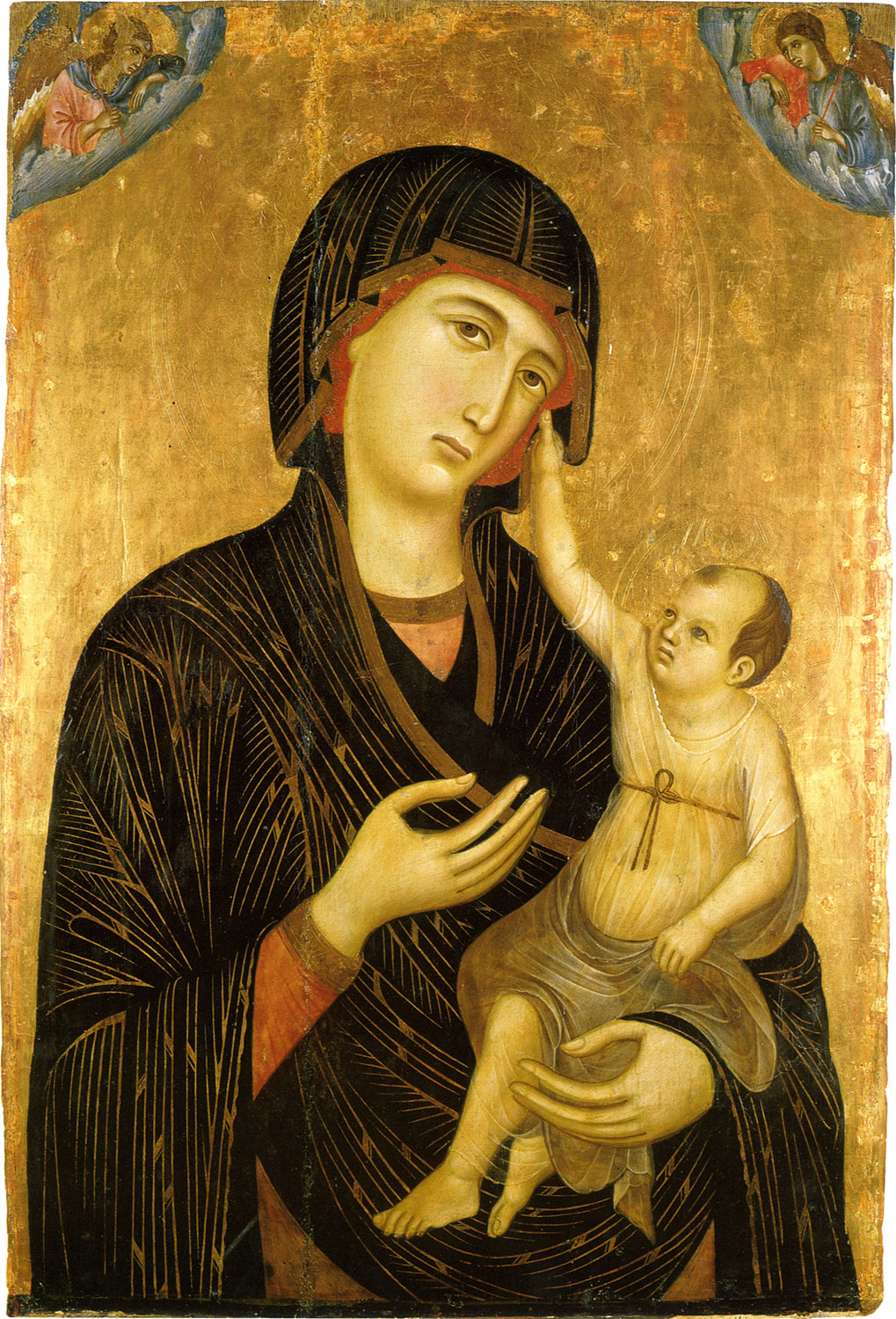
ドゥッチョ・ディ・ブオニンセーニャ『クレヴォーレの聖母』(1283-1284) メトロポリタン美術館
チマブーエ『荘厳の聖母』（1280年ごろ）ルーヴル美術館